# فولتا كاتالونيا 2009
فولتا كاتالونيا 2009 (بالإنجليزية: 2009 Volta a Catalunya)‏ هو سباق دراجات هوائية أقيم بتاريخ 18–24 مايو، تكون السباق من 7 مراحل وامتدّ لمسافة 987.9 كم بسرعة 40.818 كم/س، استغرق السباق 24 ساعة 12 دقيقة 10 ثانية. فاز به الإسباني أليخاندرو بالبيردي وحلّ ثانيا الأيرلندي دان مارتن بينما حصل على المركز الثالث الإسباني هايمار زوبيلديا.

## الترتيب
| م                     | الدرّاج             | البلد           | الزمن                     |
| --------------------- | ------------------ | --------------- | ------------------------- |
| الفائز بالترتيب العام | أليخاندرو بالبيردي | إسبانيا         | 24 ساعة 12 دقيقة 10 ثانية |
| الثاني                | دان مارتن          | جمهورية أيرلندا |                           |
| الثالث                | هايمار زوبيلديا    | إسبانيا         |                           |